# نیپکس
نیپکس (انگلیسی: Knipex) شرکت ابزار آلمانی است، که در سال ۱۸۸۲ تأسیس شد.